# Li Shufang
Li Shufang –en xinès, 李淑芳– (Qingdao, 6 de maig de 1979) és una esportista xinesa que va competir en judo.
Va participar en dos Jocs Olímpics d'Estiu els anys 2000 i 2004, obtenint una medalla de plata en l'edició de Sydney 2000 en la categoria de –63 kg. Als Jocs Asiàtics de 2002 va aconseguir una medalla de bronze.
Va guanyar dues medalles de bronze al Campionat Asiàtic de Judo els anys 1997 i 2004.

## Palmarès internacional
| Jocs Olímpics     | Jocs Olímpics          | Jocs Olímpics | Jocs Olímpics |
| Any               | Lloc                   | Medalla       | Categoria     |
| ----------------- | ---------------------- | ------------- | ------------- |
| 2000              | Sydney ( Austràlia)    | 2             | –63 kg        |
| Jocs Asiàtics     |                        |               |               |
| Any               | Lloc                   | Medalla       | Categoria     |
| 2002              | Busan ( Corea del Sud) | 3             | –63 kg        |
| Campionat Asiàtic |                        |               |               |
| Any               | Lloc                   | Medalla       | Categoria     |
| 1997              | Manila ( Filipines)    | 3             | –61 kg        |
| 2004              | Almatý ( Kazakhstan)   | 3             | –63 kg        |